# 仇世婦 (冉閔)
仇氏，五胡十六国时人，冉闵的妃子，卢鲁元生母。

仇氏是冯翊重泉人，祖父仇款在石虎统治末期徙居鄴南枋头。仇氏颇有姿色，因此做了冉闵的妃子，冉闵败死后，仇氏被俘虏，生了一个儿子卢鲁元。
仇款在慕容暐时做到乌丸护军、长水校尉。她的父亲仇嵩跟随慕容垂，迁居中山，位殿中侍御史。仇氏是两兄弟仇廣、仇盆的姐妹。
仇廣子是仇牛。仇牛女仇氏是元楨王妃；两人生两兄弟元英、元彬。